# Afonso Pena
Afonso Augusto Moreira Pena ([aˈfõsu awˈɡustu moˈrejrɐ ˈpenɐ]; 30. listopadu 1847 Santa Bárbara – 14. června 1909 Rio de Janeiro) byl brazilský právník a politik, v letech 1906 až 1909 brazilský prezident. Vystudoval práva a pracoval jako obhájce, právní vědec a člen brazilského Nejvyššího soudu. Politickou kariéru začal roku 1874 zvolením do parlamentu, kromě legislativy působil pak v některých obdobích i v exekutivě. V letech 1892 až 1894 byl guvernérem státu Minas Gerais. O prezidentství se poprvé ucházel již roku 1894, neměl však úspěch. Roku 1902 se Pena stal viceprezidentem, prezidentem byl Francisco de Paula Rodrigues Alves. Roku 1906 byl Pena zvolen prezidentem a stal se prvním brazilským prezidentem, který zemřel v úřadě. Jako prezident prosazoval vládní intervence na trhu s kávou s cílem zvýšení jejích cen a také reorganizaci armády a rozvoj železniční sítě.